# Chris O'Donnell
Chris O'Donnell (Winnetka, 26 juni 1970) is een Amerikaans acteur.
Hij is geboren in Winnetka en groeide op in Chicago, als jongste in een gezin met zeven kinderen. Hij werd model toen hij 13 was op zijn zestiende stopte hij als model en ging acteren in 1990, zijn eerste rol was in de film Men don't leave. Sinds 2009 speelt hij een van de hoofdrollen in de televisieserie NCIS: Los Angeles Als special agent G. Callen. In 2015 kreeg hij een ster op de Hollywood Walk of Fame.
Hij is getrouwd in december 1996 met zijn vrouw Caroline Fentress en heeft vijf kinderen, twee dochters en drie zoons.

## Filmografie
- 1990: Men Don't Leave
- 1991: Fried Green Tomatoes
- 1992: Scent of a Woman
- 1992: School Ties
- 1993: The Three Musketeers
- 1994: Blue Sky
- 1995: Batman Forever
- 1995: Circle of Friends
- 1995: Mad Love
- 1996: In Love and War
- 1996: The Chamber
- 1997: Batman & Robin
- 1999: Cookie's Fortune
- 1999: The Bachelor
- 2000: Vertical Limit
- 2002: 29 Palms
- 2004: Kinsey
- 2005: The Sisters
- 2006: Grey's Anatomy
- 2008: Kit Kittredge: An American Girl
- 2008: Max Payne
- 2009 - 2032: NCIS (televisieserie, 3 afl.)
- 2009 - 2023: NCIS: Los Angeles (televisieserie, 323 afl.)
- 2010: A Little Help
- 2010: Cats & Dogs: The Revenge of Kitty Galore
- 2012: Hawaii Five-0 (televisieserie, 1 afl.)
- 2017: American Dad! (televisieserie, 1 afl.) - stemrol
- 2023: NCIS: Hawaiʻi (televisieserie, 1 afl.)

- Bibsys: 6016554
- Biblioteca Nacional de España: XX1173999
- Bibliothèque nationale de France: cb140101664 (data)
- Gemeinsame Normdatei: 129623490
- International Standard Name Identifier: 0000 0001 0904 5529
- Library of Congress Control Number: no96052878
- Nationale Bibliotheek van Tsjechië: xx0045839
- Nationale Bibliotheek van Israël: 987007435180505171
- Nationale Bibliotheek van Polen: a0000001256163
- Nederlandse Thesaurus van Auteursnamen: 154233935
- SNAC: w6b001sn
- Système universitaire de documentation: 059206004
- Virtual International Authority File: 56807720
- WorldCat: E39PBJvHb8tqx3VYDCDwGxGyh3